# Momordica balsamina
Momordica balsamina är en gurkväxtart som beskrevs av Carl von Linné. Momordica balsamina ingår i släktet Momordica och familjen gurkväxter. Inga underarter finns listade i Catalogue of Life.

## Bildgalleri

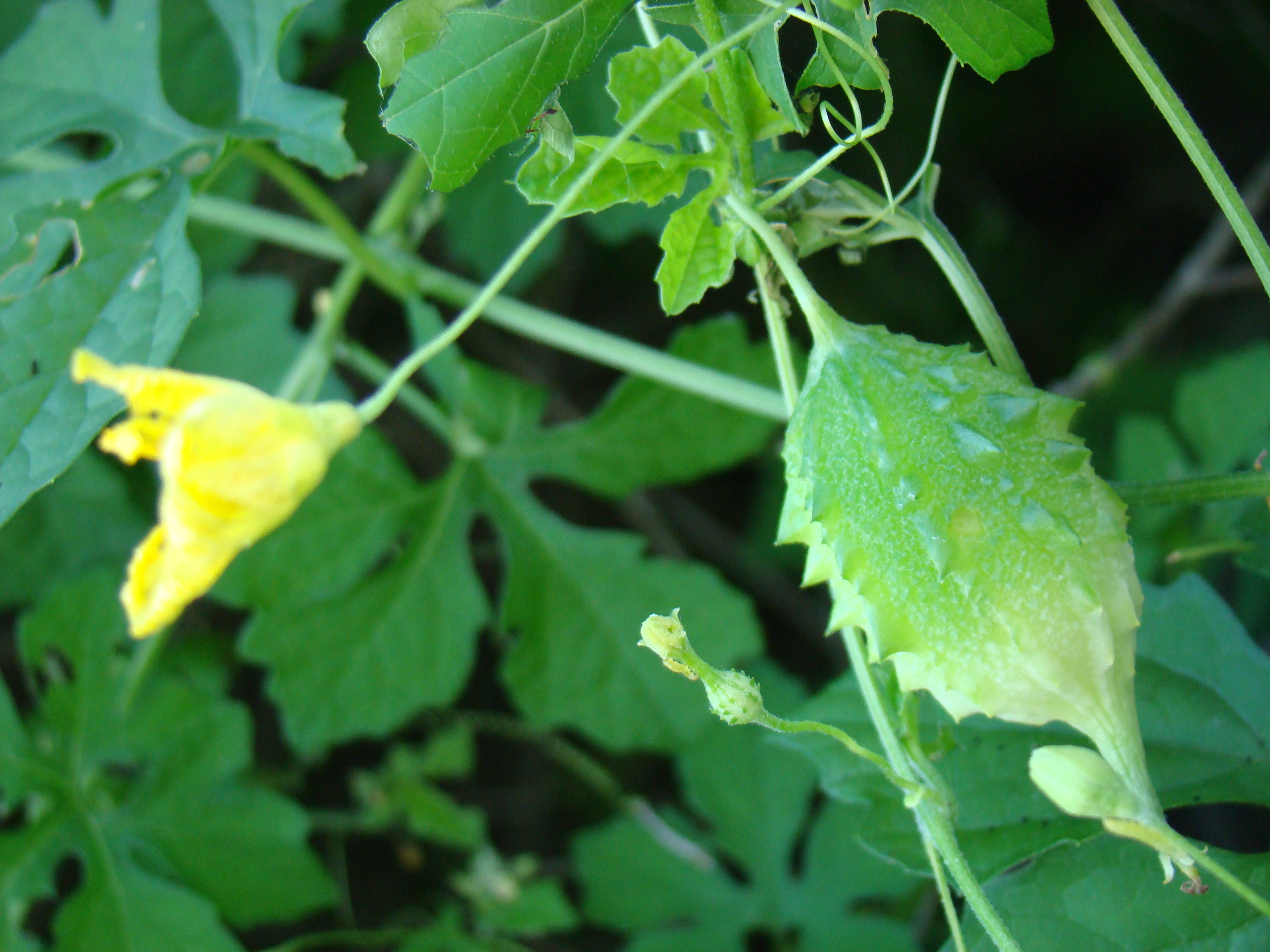
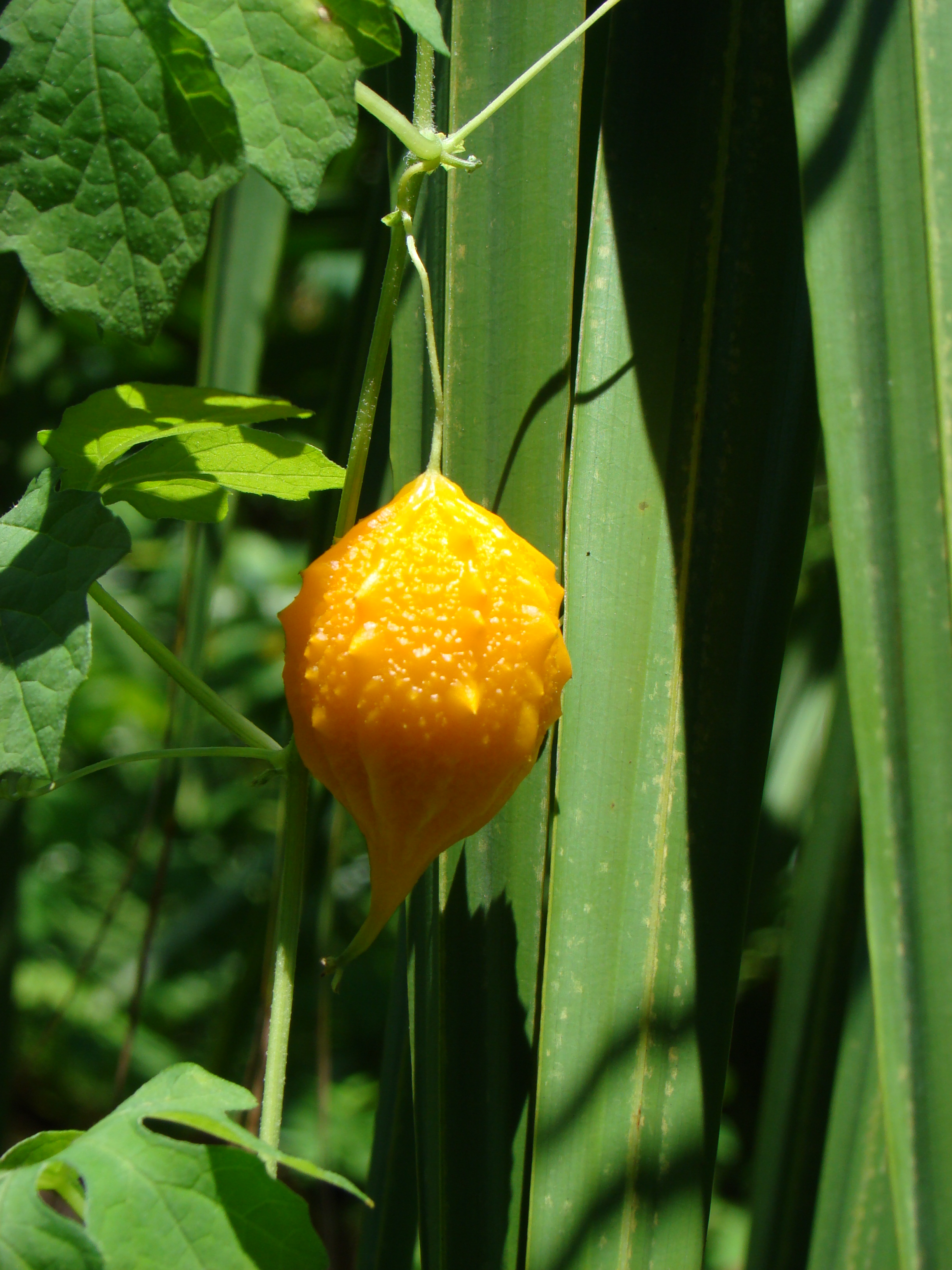
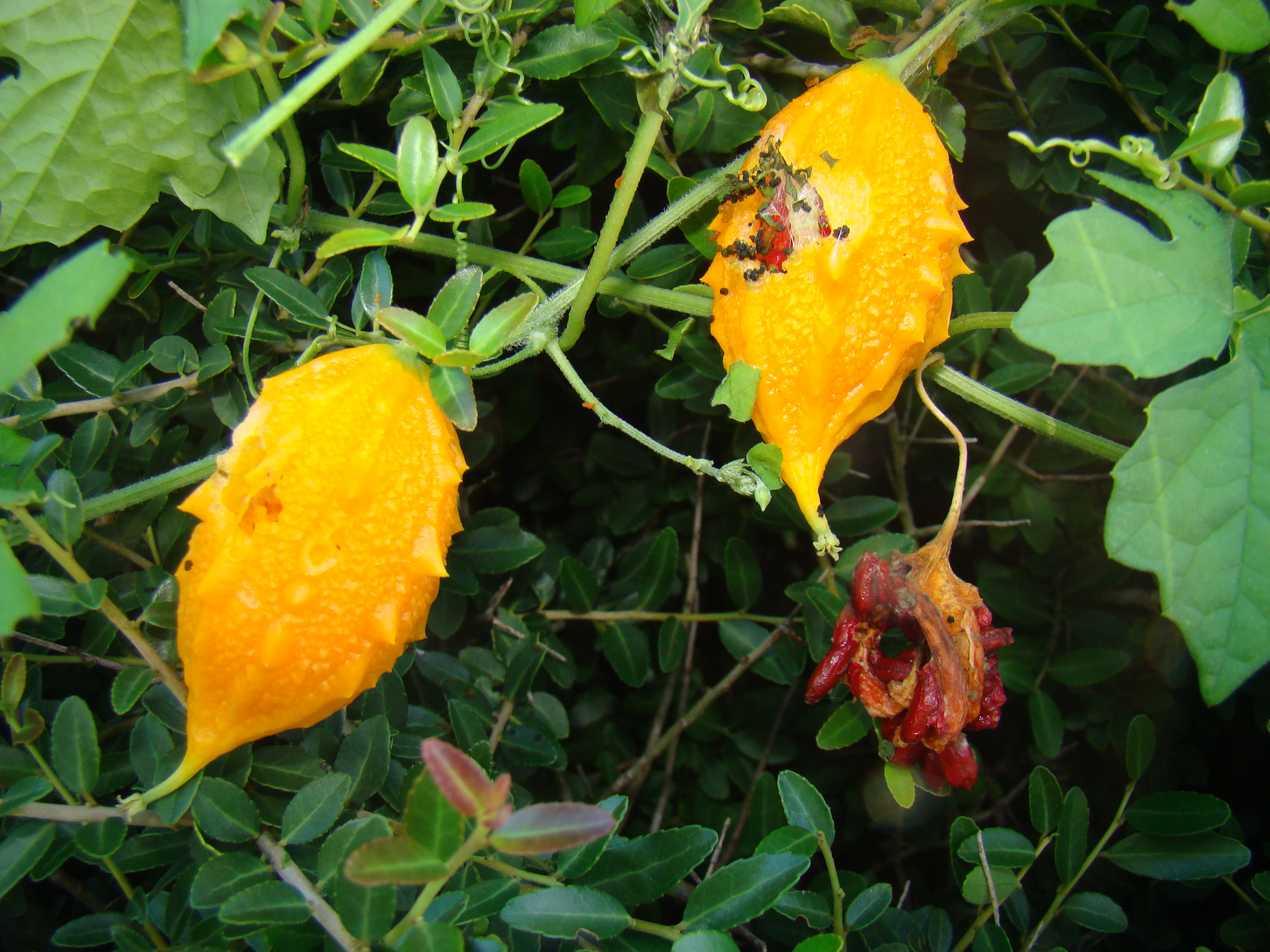
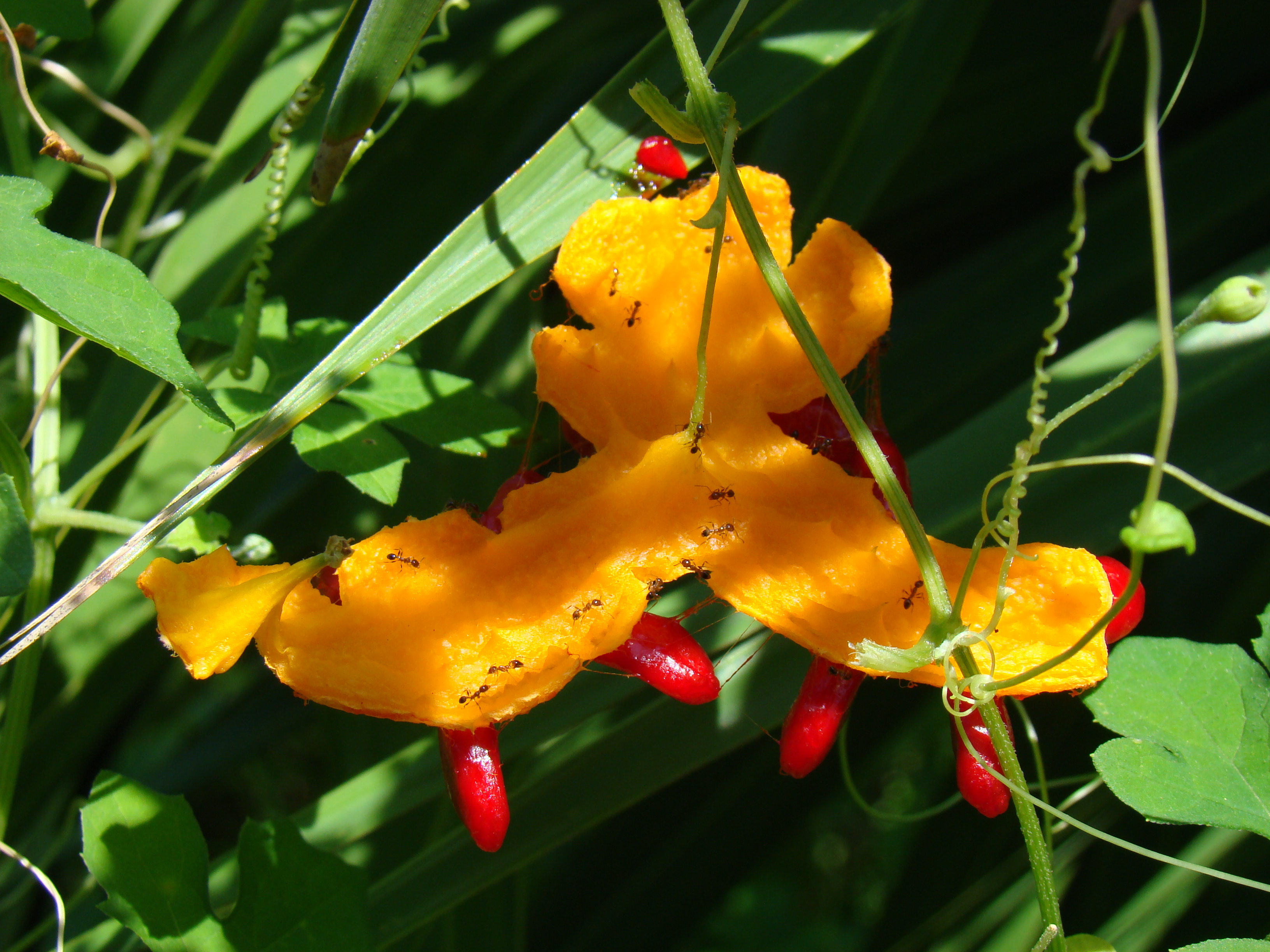
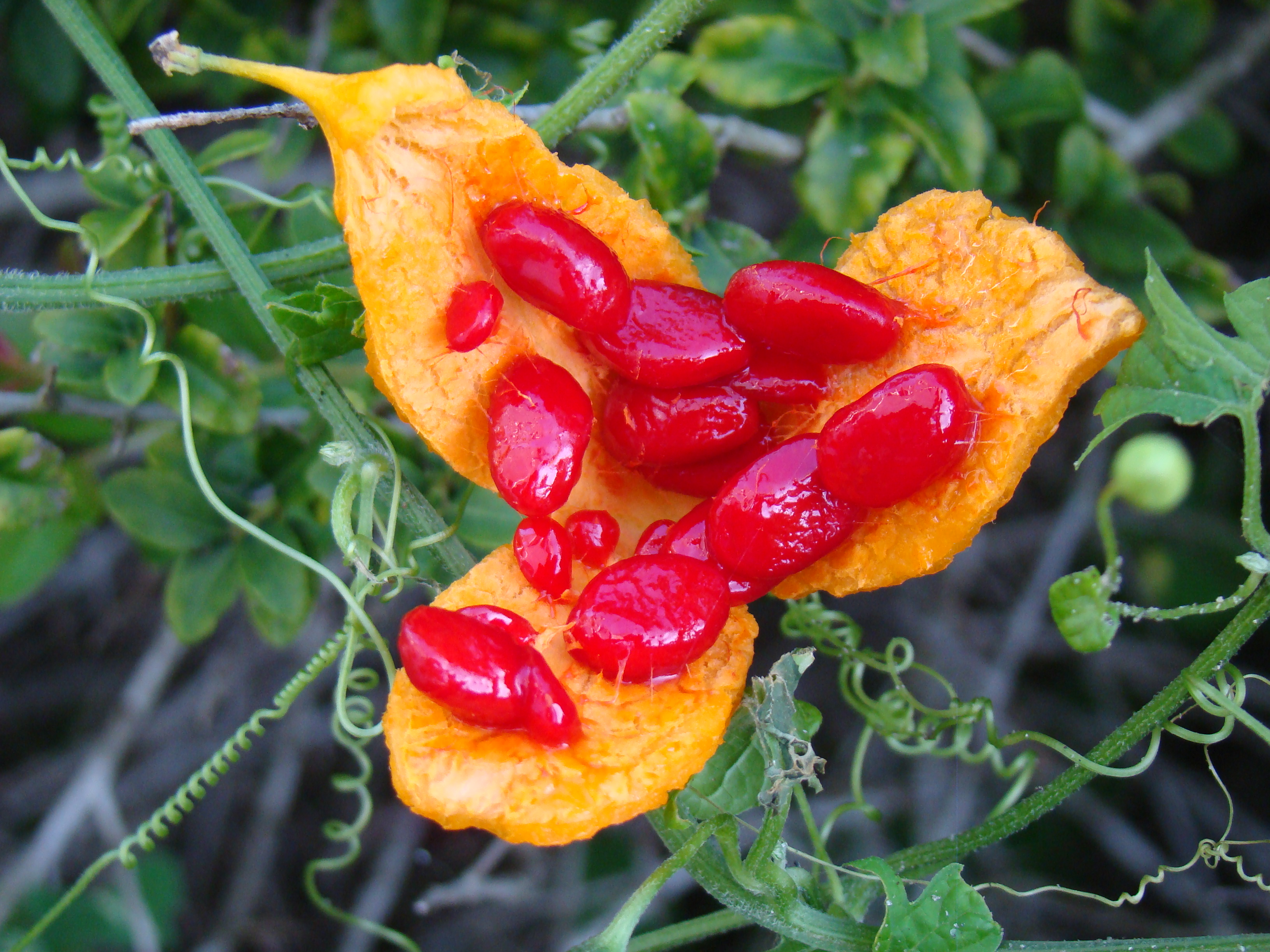
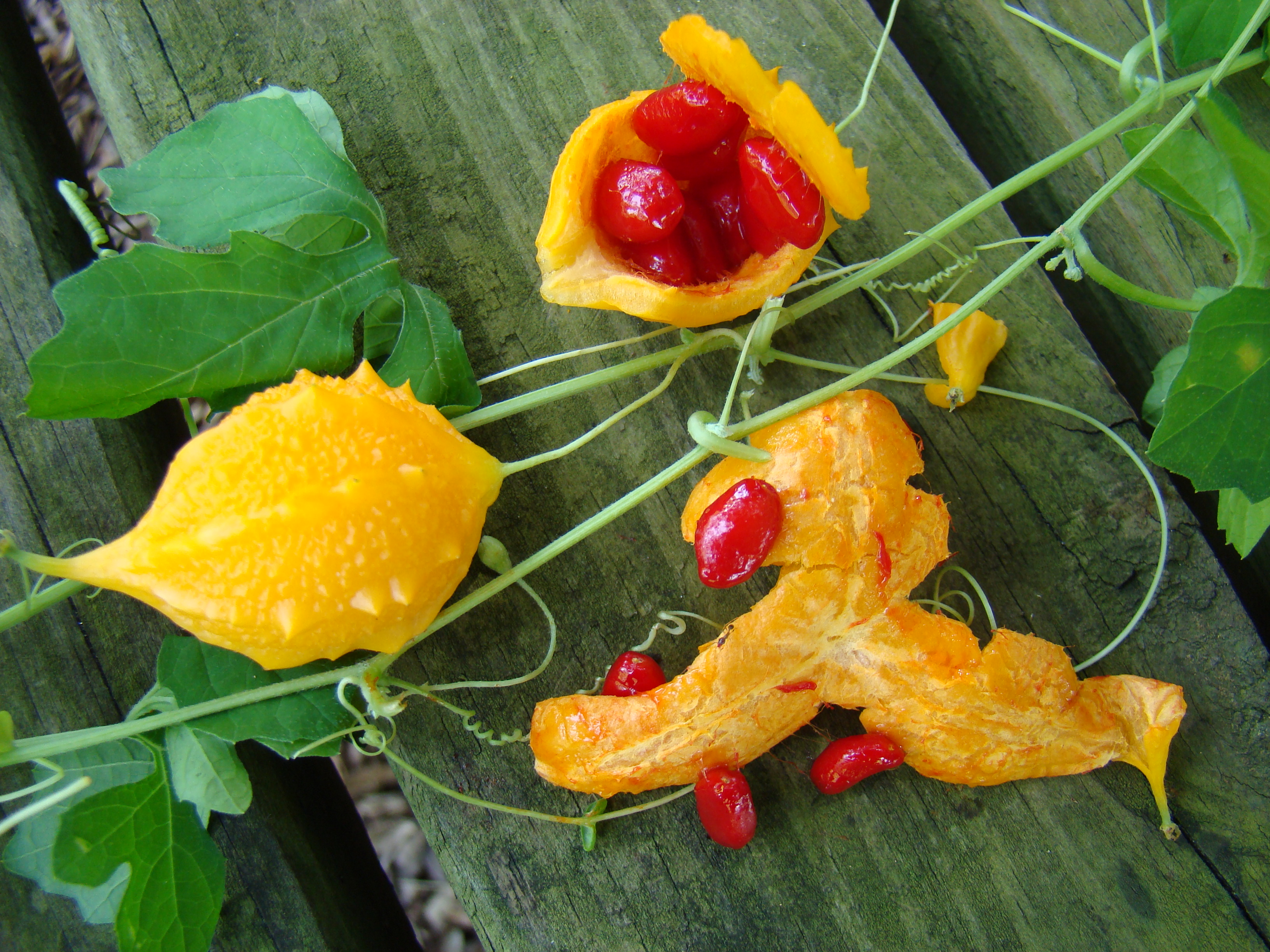